# Quintus Terentius Culleo (tribun 189 f.Kr.)
Quintus Terentius Culleo var en romersk politiker.
Terentius Culleo blev under andra puniska kriget tillfångatagen av kartagerna. Han utlämnades 201 f.Kr., blev folktribun 189 f.Kr. och pretor 187 f.Kr. samt användes flera gånger i diplomatiska värv.